# Uğur Çiftçi
Uğur Çiftçi (* 4. Mai 1992 in Sivas) ist ein türkischer Fußballspieler, der für Sivasspor spielt. Er spielt bevorzugt in der Abwehr als linker Außenverteidiger.

## Karriere

### Verein
Çiftçi begann er mit dem Vereinsfußball in der Jugend von Gençlerbirliği Ankara, wo er 2010 einen Profivertrag erhielt. Trotz Profivertrag spielte er eine weitere Saison ausschließlich für die Jugend- bzw. Reservemannschaft des Vereins. Um ihm Erfahrung in einer Profiliga zu ermöglichen, lieh Gençlerbirliği Çiftçi im Sommer 2011 an den Viertligisten Hacettepe SK, an den Zweitverein Gençlerbirliğis, aus. Bei Hacettepe gelang ihm auf Anhieb der Sprung in die Stammelf.
Nach zwei Jahren kehrte Çiftçi im Sommer 2013 Gençlerbirliği zurück und wurde hier in den Profikader involviert. Am zweiten Spieltag der Saison 2013/14 gab er in der Partie gegen Akhisar Belediyespor sein Erstligadebüt.
Nach sieben Jahren bei Gençlerbirliği wechselte Çiftçi zu Sivasspor.

### Nationalmannschaft
Im Rahmen der Qualifikationsspiele der U-21-Europameisterschaft 2015 wurde Çiftçi in das Aufgebot der Türkischen U-21-Nationalmannschaft nominiert. In der Begegnung gegen die Maltesische U-21-Nationalmannschaft gab er sein allgemeines Länderspieldebüt.
Nachdem er bei seinem Verein über mehrere Wochen zu überzeugen wusste, wurde er im November 2013 im Rahmen zweier Testspiele vom Nationaltrainer Fatih Terim zum ersten Mal in seiner Karriere in das Aufgebot der türkischen Nationalmannschaft nominiert. Er gab im Testspiel vom 19. November 2013 gegen die belarussische Nationalmannschaft sein Länderspieldebüt.

## Erfolge
Sivasspor
- Türkischer Pokalsieger: 2022